# Colpomenia
Genre
Colpomenia est un genre d'algues brunes de la famille des Scytosiphonaceae.

## Liste d'espèces
Selon AlgaeBase (31 oct. 2012) et World Register of Marine Species (31 oct. 2012) :
- Colpomenia bullosa (D.A.Saunders) Yamada, 1948
- Colpomenia claytoniae S.M.Boo, K.M.Lee, G.Y.Cho & W.Nelson, 2011
- Colpomenia durvillei (Bory de Saint-Vincent) M.E.Ramírez, 1991
- Colpomenia ecuticulata M.J.Parsons, 1982
- Colpomenia expansa (De A.Saunders) Y.-P.Lee, 2008
- Colpomenia mollis W.R.Taylor, 1945
- Colpomenia nainativensis Durairatnam, 1962
- Colpomenia peregrina Sauvageau, 1927
- Colpomenia phaeodactyla M.J.Wynne & J.N.Norris, 1976
- Colpomenia ramosa W.R.Taylor, 1945
- Colpomenia sinuosa (Mertens ex Roth) Derbès & Solier, 1851 (espèce type)
- Colpomenia tuberculata De A.Saunders, 1898

Selon Catalogue of Life (31 oct. 2012) :
- Colpomenia bullosa
- Colpomenia durvillaei
- Colpomenia durvillei
- Colpomenia ecuticulata
- Colpomenia mollis
- Colpomenia nainativensis
- Colpomenia peregrina
- Colpomenia phaeodactyla
- Colpomenia ramosa
- Colpomenia sinuosa
- Colpomenia tuberculata

Selon ITIS (31 oct. 2012) :
- Colpomenia bullosa Saund.
- Colpomenia peregrina Sauv.
- Colpomenia sinuosa (Mertens Ex Roth) Derbes & Solier

Selon NCBI (31 oct. 2012) :
- Colpomenia bullosa
- Colpomenia claytoniae
- Colpomenia durvillei
- Colpomenia ecuticulata
- Colpomenia expansa
- Colpomenia peregrina
- Colpomenia phaeodactyla
- Colpomenia ramosa
- Colpomenia sinuosa
- Colpomenia tuberculata